# Macksburg
Macksburg – wieś w Stanach Zjednoczonych, w stanie Ohio, w hrabstwie Washington.